# Остров Эрдмана
Эрдмана — небольшой низменный остров в вершинной части бухты Всадник Берингова моря.
Административно относится к Провиденскому району Чукотского автономного округа. Необитаем.
Нанесён на карту в 1887 году по материалам топографической съёмки подпоручика Максимова, проведённой в 1886 году. Назван в честь контр-адмирала Г. Ф. Эрдмана (по другим данным  название острову в честь Г. Ф. Эрдмана было присвоено в 1876 году экипажем клипера «Всадник»).
Остров состоит из фрагмента низменной морской террасы и причленённой к ней песчано-галечной косы.
Остров Эрдмана предполагается включить в число охраняемых природных территорий.